# Tirà emplomallat andí
El tirà emplomallat andí (Lophotriccus pileatus) és un ocell de la família dels tirànids (Tyrannidae).

## Hàbitat i distribució
Habita boscos i clars de les terres baixes i sobre tot a muntanyes des de Costa Rica, Panamà, Colòmbia i nord de Veneçuela, cap al sud, per l'oest dels Andes, fins al nord-oest i sud-est del Perú.